# Telenomus albicollis
Telenomus albicollis is een vliesvleugelig insect uit de familie van de Scelionidae. De wetenschappelijke naam van de soort is voor het eerst geldig gepubliceerd in 1987 door Kozolov & Kononova.